# Емануел Видовић
Емануел Божидар Видовић (Сплит, 24. децембар 1870 — Сплит, 1. јун 1953) био је хрватски сликар и графичар пореклом из Сплита.
Донео је модерне уметничке идеје у Сплит. Од самог почетка 20. века (1900. године) је био активан члан Књижевно-уметничког клуба, а 1907. године, заједно са Иваном Мештровићем, оснива друштво Медулић. Иако се школовао на Академији уметности у Венецији, никада није завршио формалне студије. Више пажње је посветио сликању сценс Венеције – ентеријере, погледе на канале, лагуне и мотиве из Кјође, града који се налази у околини. 1898. године се враћа у Сплит, доносећи нове идеје пост-импресионистичког стила светла и интензивне боје. У свом атељеу сликао је пејзаже и већа платна која су била више стилизована. Његова рана дела су садржала књижевне алузије на јужнословенску историју и легенде, у сецесионистичком стилу. Касније ће његови радови постати тамнији, са светлијим акцентима и црним обрисима експресионистичког стила око облика. Његови пејзажи, а посебно каснији ентеријери цркава у околини Сплита и Трогира били су добро прихваћени од критичара и шире јавности.
Своје радове излагао је на самосталним и групним изложбама, како на територији данашње Хрватске, тако и у иностранству. Дуги низ година био је професор цртања у Гимназији, те у Занатској школи у Сплиту.
У Сплиту је 1986. године отворена Галерија Емануел Видовић, која приказује његов живот и уметничка дела.

## Биографија
Видовић је био прво дете Ивана и Пашкве Видовић (рођене Грубић). Пореклом је из Солина, насељеног места близу Сплита. Рођен је на Бадње вече 1870. године у каменој колиби у Веловарошком делу града. После основне школе, похађао је Царску краљевску гимназију ( Цесарско-краљевску Велику Реалку ) у Сплиту, где је учио цртање код архитекте и сликара Емила Векиетија.
Године 1887. тада 17-годишњи Видовић постаје студент вајарства у Венецији. Прешао је на сликарски одсек, али је био незадовољан конзервативизмом наставе, па је 1890. одустао од формалних студија. Неко време се борио да се издржава, сликајући призоре по Венецији. Године 1892. стигао је у Милано, где је радио у Famiglia Artistica.
Године 1894. једна Видовићева слика била је изложена у Милану уз радове Ђованија Сегантинија . Исте године провео је време у Кјођи, мирном рибарском граду са живописним лагунама и каналима. Међу сликама тог времена било је платно окупано светлошћу и романтични пејзажи зоре и сумрака, који одражавају дух симболике.
По повратку у Сплит, Видовић је успоставио блиске односе са сликарима Јосипом Лалићем, Антом Катунарићем и Вергилом Менегхелом Динчићем, те са неимаром Антом Безићем. Године 1896. излаже своје радове на локалном нивоу, а следеће године на међународној изложби - у Копенхагену .
Године 1897. провео је скоро годину дана у Кјиђи, овога пута у друштву Анте Катунарића. Из овог продуктивног времена долазе погледи на Кјођу, Венецију и Ђудеку, где су сунцем обасјани облици приказани у светлуцавим потезима боја, а детаљи су скоро изгубљени.  Још у Сплиту 1898. године, Видовић је у истом стилу сликао локалне призоре. У средњој школи је постао заменички мајстор цртања и основао свој први атеље. Те године се оженио Амалијом Бафо из Кјође.
Оснивање Књижевно-уметничког клуба 1900. године донело је модерну уметност у Сплит. Емануел Видовић је био један од његових најактивнијих чланова, који је своју прву изложбу организовао заједно са Јосипом Лалићем 1901. године. Поред својих уљаних слика показао је и неколико карикатура. Већ 1903. године Видовић је имао прве самосталне изложбе у Сплиту и Загребу, а наступао је на групним изложбама у Милану, Лондону, Бечу и Софији .
Године 1908. Видовић је био један од организатора велике далматинске уметничке изложбе, а исте године је са Катунарићем и Динчићем почео да објављује сатирични лист Дује Балавац. Иван Мештровић и Видовић основали су Друштво Медулић, заједно са другим младим уметницима из овог региона. Године 1909. Видовић је постао професор цртања.
После рата, 1919. године, Видовић је одржао другу самосталну изложбу у Сплиту, која је касније пренета најпре у Загреб, а потом и у Београд и Осијек. Убрзо након тога се уселио у атеље који је користио у периоду од 1919. до 1942. године у поткровљу зграде бивше владе на Клаићевом тргу.
Године 1923. одржао је самосталну изложбу у Прагу, а 1924. отворена је заједничка изложба са Анђелом Уводићем у салону Ивана Галића у Сплиту . Приредио је и Велику јубиларну изложбу 1929. у Сплиту и Загребу, а 1931. у Београду. У то време његове уљане слике почињу да приказују нове теме – мртве природе и ентеријере, а излаже и пејзаже у пастелима.
Почетком 1930-их Видовић ствара значајан циклус пејзажа Трогира који су 1936. године изложени у Сплиту. Ова нова дела представљала су отклон од његовог ранијег књижевног симболизма и била су топло примљена како у јавности тако и од критике. Године 1939. Видовић је учествовао на фестивалу Пола вијека хрватске умјетности у Загребу, а одржао је и нову самосталну изложбу у Салону Галић у Сплиту. Приказани су ентеријери цркава и његовог атељеа и као и призори мртве природе.
У периоду од 1938. до 1942. сликао је низ црквених ентеријера, развијајући нови приступ приказивању простора. Дубоки тродимензионални простори узети са много различитих гледишта су уравнотежени префињеним третманом. Трогирски циклус из 1936. се показао успешним, а изабран је за учешће на Венецијанским бијеналима 1942. и 1952. године. Током рата повукао се у свој атеље и фокусирао се на сликање ентеријера и мртвих природа.
Године 1949. Видовић је изабран за дописног члана Југословенске академије знаности и умјетности, а 1952. је у Загребу одржана ретроспективна изложба његових радова.
Преминуо је 1. јуна 1953. године.

## Карактеристике његових дела
Видовићеве ране слике Венеције, Милана и Кјође биле су инспирисане Сегантинијевом техником дивизионизма. Нарочито његове слике Кјође, које се крећу од меких лирских атмосфера сумрака до светлих, шарених сунцем обасјаних пејзажа и морских пејзажа.
У Сплиту и околини Видовић је направио многе студије и скице на пленеру, радећи јарким бојама у живом пејзажу. Касније у свом атељеу, преносећи ове свеже утиске на велика платна, Видовић ће стварати меку, лирску и често симболичну атмосферу.  Његова палета је постајала све тамнија, а многе од ових слика показују снагу и оригиналност. На светлијим деловима унутар иначе тамних слика Видовић је створио интензивне светлеће и живописне ефекте.
У диптиху Мали свијет , Видовић је експериментисао са Сегантинијевим поделама да би постигао дело чистог стила. У Ангелусу (1906/1907) простор нестаје, а цела слика се ствара црвеним равнима светлуцавих тачака, а форме се своде на неколико мирних хоризонталних линија.
Око 1920. године Видовићев сликарски стил се мења – његова палета постаје тамна (углавном плава, зелена, смеђа и црна) са повременим акцентом јарких боја, облици оцртани црном бојом са линијама које су се изобличавале, дајући сликама експресионистички осећај.
Од 1930. године Видовић је редовно посећивао Трогир, привучен патином коју су претходне године дале његовој архитектури. У то време почиње да слика мртву природу, углавном инспирисану античким скулптурама, црквеним предметима и антиквитетима у свом сплитском атељеу.  Дистанцирао се од раније књижевне симболике, његова палета је постала светлија, цртежи јаснији, док се његово уметничко искуство огледало у лирским нотама и типичној медитеранској атмосфери.
Као професор у Гимназији и Школи за декоративну уметност у Сплиту, Видовић је вешто подучавао млађе генерације уметника.
У Сплиту је 1986. године отворена Галерија Емануел Видовић, која приказује његов живот и дела. У склопу Градског музеја у Сплиту налази се збирка слика, фотографија, као и атеље уметника.